# رایموندز ویونیس
رایموندز ویونیس (انگلیسی: Raimonds Vējonis؛ زادهٔ ۱۵ ژوئن ۱۹۶۶) یک سیاستمدار اهل لتونی است. وی از سال ۲۰۱۵ تا ۲۰۱۹ رئیس‌جمهوری لتونی بوده است.